# Jasmina Janković
Jasmina Janković (nascida em 6 de dezembro de 1986) é uma handebolista holandesa. Integrou a seleção holandesa feminina que terminou na quarta posição no handebol dos Jogos Olímpicos de Verão de 2016, realizados no Rio de Janeiro, Brasil. Atua como goleira e joga pelo clube TuS Metzingen. Competiu pelos Países Baixos no Campeonato Mundial de Handebol Feminino de 2013, na Sérvia. Foi medalha de prata no Campeonato Europeu de Handebol de 2016. Apesar da atleta representar os Países Baixos em competições internacionais, Jasmina é natural da Bósnia e Herzegovina, mas especificamente da cidade de Doboj.